# ヤズー郡 (ミシシッピ州)
ヤズー郡（英: Yazoo County [ˈjæzuː, jəˈzuː]）は、アメリカ合衆国ミシシッピ州のミシシッピ・デルタ地域に位置する郡である。人口は2万6743人（2020年）。郡庁所在地はヤズーシティであり、同郡で人口最大の都市である。郡名はヤズー川から採られており、伝説に拠れば「ヤズー」という言葉はインディアンの言葉で「死の川」を意味している。郡の経済は農業と林業に依存している。
ヤズー郡はジャクソン都市圏に属している。

## 歴史
現在ヤズー郡となっている地域は1820年にミシシッピ州議会がチョクトー族インディアンから取得していた。ヤズー郡は1823年1月21日に設立された。州内では19番目の郡であり、現在でも面積最大の郡である。最初の郡庁所在地はビーティズブラフと呼ばれた地域にあった。1829年、郡庁所在地がベントンに移された。1849年には再度ヤズーシティに移され、現在まで続いている。南北戦争の1863年から1864年はヤズー郡が戦場になった。
1900年、鉄道技師のケイシー・ジョーンズが殉職して有名になった列車事故は、郡内ボーンの北で起きた。1927年のミシシッピ川大洪水はヤズー郡に大きな被害をもたらした。
コメディアンのジェリー・クラウアーはリバティの生まれであり、その喜劇に使ったエイメット郡の架空の「レッドベター」家（実在の人物に関する記憶に基づいている）で記憶されることになった。そのユーモアは常に穏やかで、陽気であり、キリスト教の篤い信仰に基づいていた。ミシシッピ州立大学で学び、ヤズーシティのミシシッピ化学会社に就職した。エイメット郡に家を新築した後、間もなく死んだ。

## 地理
アメリカ合衆国国勢調査局に拠れば、郡域全面積は934.12平方マイル (2,419.4 km2)であり、このうち陸地919.48平方マイル (2,381.4 km2)、水域は14.64平方マイル (37.9 km2)で水域率は1.57%である。総面積では州内最大の郡である。ロードアイランド州の面積はヤズー郡より298平方マイル (770 km2) 大きいだけである。

### 主要高規格道路
- 州間高速道路55号線
- アメリカ国道49号線
- ミシシッピ州道3号線
- ミシシッピ州道16号線

### 空港
ヤズー郡の未編入領域にヤズー郡空港があり、ヤズーシティ中心部からは西に2マイル (3 km) である。

### 隣接する郡
- ハンフリーズ郡 - 北
- ホームズ郡 - 北東
- マディソン郡 - 東
- ハインズ郡 - 南
- ウォーレン郡 - 南西
- イサケナ郡 - 西
- シャーキー郡 - 北西

### 国立保護地域
- ヒルサイド国立野生生物保護区（部分）
- パンサー湿地国立野生生物保護区

## 人口動態

人口ピラミッド

以下は2000年の国勢調査による人口統計データである。
| 基礎データ - 人口: 28,149人 - 世帯数: 9,178 世帯 - 家族数: 6,644 家族 - 人口密度: 12人/km2（31人/mi2） - 住居数: 10,015軒 - 住居密度: 4軒/km2（11軒/mi2） 人種別人口構成 - 白人: 44.74% - アフリカン・アメリカン: 53.96% - ネイティブ・アメリカン: 0.20% - アジア人: 0.36% - その他の人種: 0.22% - 混血: 0.52% - ヒスパニック・ラテン系: 4.38% | 年齢別人口構成 - 18歳未満: 28.5% - 18-24歳: 9.8% - 25-44歳: 29.2% - 45-64歳: 20.1% - 65歳以上: 12.4% - 年齢の中央値: 34歳 - 性比（女性100人あたり男性の人口） - 総人口: 103.6 - 18歳以上: 103.6 世帯と家族（対世帯数） - 18歳未満の子供がいる: 35.6% - 結婚・同居している夫婦: 43.2% - 未婚・離婚・死別女性が世帯主: 23.7% - 非家族世帯: 27.6% - 単身世帯: 24.5% - 65歳以上の老人1人暮らし: 11.7% - 平均構成人数 - 世帯: 2.81人 - 家族: 3.35人 | 収入と家計 - 収入の中央値 - 世帯: 24,795米ドル - 家族: 29,395米ドル - 性別 - 男性: 28,553米ドル - 女性: 19,797米ドル - 人口1人あたり収入: 12,062米ドル - 貧困線以下 - 対人口: 31.9% - 対家族数: 25.4% - 18歳未満: 42.9% - 65歳以上: 22.5% |

## 都市と町

### 都市
- ヤズーシティ - 郡庁所在地

### 町
- ベントニア

### 村
- イーデン
- サターシャ

### 未編入の町
| - アンディング - ベントン - カーター - ホリーブラフ | - ホープウェルランディング - リトルヤズー - ミッドウェイ - オイルシティ | - ティンズリー - ボーン |

## 教育
郡内の公共教育は下記2つの教育学区が管轄している。
- ヤズーシティ市教育学区
- ヤズー郡教育学区

私立学校としては、下記4つの学校がある。
- ベントン・アカデミー
- マンチェスター・アカデミー、ヤズーシティ
- コブナント・クリスチャン学校、ヤズーシティ
- トマス・クリスチャン・アカデミー、ヤズーシティ

## 著名な出身者
- アルフォンソ・マイケル・イスパイ、アメリカ合衆国農務長官
- ローレンス・ゴードン、映画プロデューサー
- ステラ・スティーヴンス、女優